# Huixe
Huixe (Urdu: ہوشی, anglèsː Hushe) és el darrer poble del Districte Ghangxe al territori de Gilgit-Baltistan, Pakistan. Huixe es troba en una zona remota del massís del Karakoram, a 3.050 metres per sobre del nivell del mar, i a uns 140 km a l'est d'Skardu. És el poble més alt d'una vall històricament molt remota i empobrida. Els homes d'Huixe van començar a treballar com a cuiners i portadors d'expedicions d'alpinisme en els anys 1960.
En l'actualitat el poble ha millorat el seu desenvolupament gràcies a la seva popularitat creixent com a destinació (punt de sortida o de tornada) de nombroses expedicions d'alta muntanya a la zona. Huixe, amb Askole, és un dels dos punts d'accés a la glacera de Baltoro (i als camps bases de quatre vuitmils: K2, Gasherbrum I, Broad Peak i Gasherbrum II) a través de la glacera de Gondogoro i de Concòrdia. Igualment, el grup dels Gasherbrum és accessible pujant per la vall d'Huixe.